# An Uncertain Collision
An Uncertain Collision es el segundo álbum de estudio de la banda mexicana de Metal Progresivo/Metal latino Acrania, fue lanzado el 20 de octubre de 2012 con el soporte del Consejo Nacional para la Cultura y las Artes (CONACULTA) de México. La banda lanzó un video musical para apoyar el primer sencillo "Treason, Politics & Death" el 8 de enero de 2013.

## Lista de canciones
Todas las canciones escritas y compuestas por Luis Oropeza excepto Speartooth por Félix Carreón y Revolutions & Tequila por Johnny Chavez e Ignacio Gómez Ceja. 
| N.º   | Título                      | Duración |  |
| 1.    | «Treason, Politics & Death» | 4:11     |  |
| 2.    | «Deceive The Pain»          | 5:35     |  |
| 3.    | «Now»                       | 5:04     |  |
| 4.    | «A Praise To Madness»       | 3:24     |  |
| 5.    | «Revolutions & Tequila»     | 0:44     |  |
| 6.    | «But Not Today»             | 7:04     |  |
| 7.    | «Speartooth»                | 5:22     |  |
| 8.    | «Vallarta Nights»           | 2:09     |  |
| 9.    | «In My Land»                | 7:23     |  |
| 40:56 |                             |          |  |

## Personal
Acrania
- Luis Oropeza – Voz, Guitarra
- Johnny Chavez – Batería
- Félix Carreón – Guitarra
- Alberto Morales – Bajo
- Ignacio Gómez Ceja – Percusión

Músicos adicionales
- Lucas Moreno - Flauta, Sax
- Oscar Pineda – Trombón
- Said Cuevas – Trompeta
- Julián Roberto Flores Millán - Trompeta
- Alan Hernández Varela - Trompeta
- David Contreras Cortés - Sax

Producción y diseño
- Johnny Chavez – producción, ingeniería, mezcla
- Acrania – Producción, arreglo de música
- Jesús Bravo - Masterización
- Eliran Kantor – Arte
- Darío Baez – Fotografía